# Bas af Bithynien
Bas (ca. 397 f.Kr. – 326 f.Kr.) var den første selvstændige hersker af Bithynien. Han efterfulgte faderen Boteiras og nåede at regere i halvtreds år. Han besejrede Alexander den Stores general Kalas og sikrede Bithyniens selvstændighed. Han blev efterfulgt af sønnen Zipoites.